# Zamarada clenchi
Zamarada clenchi är en fjärilsart som beskrevs av Fletcher 1974. Zamarada clenchi ingår i släktet Zamarada och familjen mätare. Inga underarter finns listade i Catalogue of Life.